# Parlamentní volby v Togu v roce 2013
Parlamentní volby v Togu se konaly 25. července 2013 poté, co byl jejich termín několikrát odložen. Vládnoucí strana Unie pro republiku (UNIR) v nich získala 62 z 91 křesel v Národním shromáždění.

## Situace před volbami
Někteří členové opozice usilovali o odklad voleb, aby volební reformy nabyly účinnosti ještě před plánovanými volbami, zatímco jiní členové usilovali o zrušení těchto změn jako nevhodných. Mezi změny patřil i kontroverzní gerrymandering hranic volebních obvodů ve prospěch UNIR a nárůst počtu poslanců z 81 na 91.
Vláda také zakázala pouliční demonstrace v komerčních oblastech s odvoláním na neschopnost udržet v těchto místech bezpečnost a veřejný pořádek. Organizátoři protestů z řad opozice se zavázali, že budou i nadále protestovat a odsoudili kroky vlády jako pokus o potlačení kritiky. Protesty zorganizované Kolektivem Zachraňme Togo byly naplánované na 21. až 23. srpna 2012. První den se sešlo několik tisíc demonstrantů, kteří zahájili pochod čtvrtí Bé v Lomé a poté zamířili do obchodní čtvrti Deckon, kde bylo rozmístěno sto policistů. Demonstranti poté byli deset minut po zahájení pochodu rozehnáni pomocí slzného plynu.
Volby se měly původně konat v říjnu 2012, ale kvůli protestům a stávkám požadujícím volební reformy se zpozdily. Dalším datem pro jejich konaní byl určen 24. březen 2013, ale opět byly odloženy. Dalším datem se stal 21. červenec 2013, ale ani tehdy volby neproběhly. Konečným datem pro konání voleb se stal 25. červenec 2013.

## Volební systém
Národní shromáždění je jedinou komorou jednokomorového parlamentu Toga. Skládá se z 91 křesel a jeho členové jsou voleni na pět let poměrným zastoupením z uzavřené kandidátky ve třiceti vícemandátových volebních obvodech o velikosti od dvou do deseti mandátů. Hlasování se koná z uzavřených kandidátek, které obsahují dvakrát víc kandidátů, než kolik míst má být obsazeno. Místa jsou přidělována metodou nejvyššího průměru. Tyto volby byly první od zavedení povinné parity pohlaví na kandidátkách.

## Volební výsledky
Počáteční výsledky ukázaly drtivé vítězství UNIR, která podle prvotních odhadů získala 60 mandátů. Naopak porážku utrpěla opoziční strana Unie sil pro změnu, která přišla o většinu svých křesel.
| Politická strana                    | Hlasy     | %      | Mandáty | */- |
| ----------------------------------- | --------- | ------ | ------- | --- |
| Unie pro republiku                  | 880 608   | 46,7 % | 62      | ▲12 |
| Kolektiv Zachraňme Togo             | 544 592   | 28,9 % | 19      | ▲19 |
| Duhová aliance                      | 204 143   | 10,8 % | 6       | ▲2  |
| Unie sil pro změnu                  | 145 359   | 7,7 %  | 3       | ▼24 |
| Panafrická vlastenecká konvergence  | 15 602    | 0,8 %  | 0       | -   |
| Nový závazek Toga                   | 14 225    | 0,8 %  | 0       | -   |
| ostatní strany                      | 66 171    | 3,5 %  | 0       | -   |
| nezávislí                           | 14 360    | 0,8 %  | 1       | ▲1  |
| Celkem                              | 2 011 203 | 100 %  | 91      |     |
|                                     |           |        |         |     |
| Platných hlasů                      |           |        |         |     |
| Neplatných hlasů                    | 119 430   |        |         |     |
| Celkem hlasů                        |           |        |         |     |
| Registrovaných voličů/volební účast | 3 044 332 | 66,1 % | .       | .   |

## Situace po volbách
Poté, co Národní shromáždění zahájilo nové funkční období, byl jeho předsedou 2. září 2013 zvolen Dama Dramani z UNIR. Opoziční poslanci hlasování bojkotovali, neboť jim UNIR nebyla ochotna poskytnout funkci prvního ani druhého místopředsedy. Nakonec byli zástupci UNIR zvoleni do všech jedenácti pozic v předsednictvu Národního shromáždění.